# مايك ماكهيو
مايك ماكهيو (بالإنجليزية: Mike McHugh)‏ هو لاعب هوكي الجليد أمريكي، ولد في 16 أغسطس 1965 في Bowdoin, Maine ‏ في الولايات المتحدة.

## وصلات خارجية
- مايك ماكهيو على موقع دوري الهوكي الوطني (الإنجليزية)
- مايك ماكهيو على موقع EliteProspects.com (الإنجليزية)
- مايك ماكهيو على موقع HockeyDB.com (الإنجليزية)
- مايك ماكهيو على موقع Hockey-Reference.com (الإنجليزية)